# Goal! Coppa del Mondo 1966
Goal! Coppa del Mondo 1966 (Goal! The World Cup), noto anche col titolo Gol!, è un film del 1966 diretto da Abidin Dino e Ross Devenish. Film ufficiale sul campionato mondiale di calcio 1966 svoltosi in Inghilterra dall'11 al 30 luglio 1966, fu distribuito in Svezia il 31 ottobre 1966.

## Trama
Vengono narrate le partite principali del mondiale del 1966, a partire dallo 0-0 tra Inghilterra e Uruguay fino alla finale in cui i padroni di casa battono la Germania Ovest per 4-2 dopo i tempi supplementari (con un gol fantasma di Geoff Hurst), conquistando la loro prima Coppa del Mondo che gli viene consegnata dalla regina Elisabetta II.